# استيطان الشماليين في أمريكا الشمالية

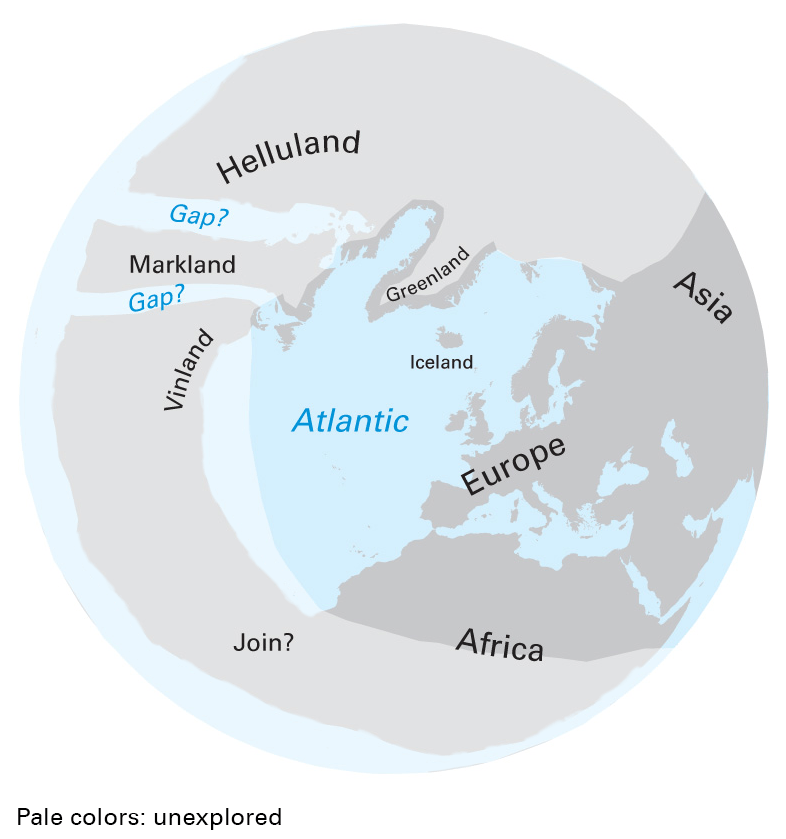
خريطة تظهر التوسع الشمالي في أقصى اتساع بلغته

بدأ استعمار الشماليين لأمريكا الشمالية في أواخر القرن العاشر الميلادي إبان استكشافهم مناطق شمال الأطلسي واستقرارهم فيها، وتضمنت تلك المناطق الأطراف الشمالية الشرقية لأمريكا الشمالية. عُثر على بقايا منشآت عمرانية للشماليين في لانس أو ميدوز بالقرب من الطرف الشمالي لنيوفندلاند في عام 1960. ساعد هذا الاكتشاف على إعادة إحياء عمليات التنقيب الأثري عن حضارة الشماليين في شمال الأطلسي.
دامت مستوطنات الشماليين في جزيرة غرينلاند في أمريكا الشمالية لفترة تقارب 500 عام. كان لانس أو ميدوز، الموقع الوحيد المؤكد للشماليين في كندا الحالية، موقعًا صغيرًا ولم يدم طويلًا. في حين أن الرحلات التي سعت إلى جمع الأخشاب على سبيل المثال، استمرت ربما لفترة زمنية أطول، لا يوجد أي دليل على وجود مستوطنات دائمة للشماليين في البر الرئيسي لأمريكا الشمالية.

## غرينلاند الشمالية
وفقًا لساجات الآيسلنديين، استقر الشماليون القادمون من آيسلندا أولاً في غرينلاند في ثمانينيات القرن العاشر. لا يوجد سبب معيّن للشك في مصداقية المعلومات التي تقدمها الساجات فيما يتعلق ببداية الاستيطان، لكن لا يمكن اعتمادها كدليل أساسي عن تاريخ الشماليين في غرينلاند، لأنها تجسد الاهتمامات الأدبية للكتاب وعامة الشعب في آيسلندا خلال العصور الوسطى والتي لا يمكن الاعتماد عليها دائمًا.
استكشف إريك الأحمر (بالنوردية القديمة: Eiríkr rauði)، بعد طرده من آيسلندا بتهمة القتل غير العمد، الساحل الجنوبي الغربي غير المأهول في غرينلاند خلال ثلاث سنوات من نفيه. خطّط إريك لجذب مستوطنين إلى المنطقة، مُطلقًا عليها اسم غرينلاند لافتراضه أن «الناس سيكونون أكثر تلهفًا للذهاب إلى أرض ذات اسم جميل». أصبحت المناطق الداخلية لأحد الوديان الخلالية الطويلة، الذي حمل اسم وادي إريك (Eiriksfjord) تيمنًا به، ملكًا له في نهاية المطاف تحت اسم براتهيلد. منح إريك جزءًا من أراضيه لأتباعه.
تألفت غرينلاند الشمالية من مستوطنتين. تمركزت المستوطنة الشرقية عند الطرف الجنوبي الغربي لغرينلاند، بينما امتدت المستوطنة الغربية على بعد نحو 500 كيلومتر أعلى الساحل الغربي، في المناطق الداخلية من مدينة نوك الحالية. وُجدت مستوطنة صغيرة بالقرب من المستوطنة الشرقية أُشير إليها أحيانًا باسم المستوطنة الوسطى. بلغ مجموع عدد السكان نحو 2000-3000 نسمة. اكتشف علماء الآثار ما لا يقل عن 400 مزرعة. ضمّت غرينلاند الشمالية أبرشيةً (في غاردار)، وصدّرت عاج الفظ، والفراء، والحبال، والأغنام، وشحم الحيتان أو الفقمات، والحيوانات الحية مثل الدببة القطبية، و«قرون الحيوانات الخرافية» (كانت في واقع الأمر أنياب حريش البحر)، وجلود الماشية. طلب السكان وجود أسقف (مقره في غاردار) في عام 1126، وقبلوا حكم الملك النرويجي في عام 1261. حافظ الشماليون على قانونهم الخاص وحققوا استقلالهم شبه التام بعد عام 1349، بالتزامن مع انتشار الموت الأسود. دخلت المملكة النرويجية في اتحاد شخصي مع مملكة الدنمارك في عام 1380.

### التجارة الغربية والانحدار
تتوافر أدلة على نشأة علاقات تجارية بين الشماليين والسكان الأصليين (الذي أطلق الشماليون عليهم لقب سكرايلينغي). صادف الشماليون كلًا من الأمريكيين الأصليين (سكان البيوتاك الأصلييين، المرتبطين بالألغونكوينيين) وشعب الثول، أسلاف الإنويت. انسحب الدورستيون من غرينلاند قبل استيطان الشماليين في الجزيرة. عُثر في مناطق بعيدة عن الأماكن المعروفة تقليديًا باستعمارها الشمالي على أغراض متنوعة، مثل أجزاء من أمشاط الشعر، وأزاميل وأواني طبخ مصنوعة من الحديد، وقطع شطرنج، وبراشيم السفن، ومساحج النجارين، بالإضافة إلى اكتشاف قطع من خشب البلوط المستخدم في صناعة السفن استفاد منها الإنويت في بناء قواربهم. عُثر أيضًا على تمثال عاجي صغير يبدو أنه يمثل شخصًا أوروبيًا بين أنقاض منزل في أحد مجتمعات الإنويت.
بدأت المستوطنة بالانحدار في القرن الرابع عشر. هُجرت المستوطنة الغربية نحو عام 1350، وتوفي الأسقف الأخير في غاردار عام 1377. لم تذكر أي سجلات مكتوبة معلومات عن المستوطنين بعد تسجيل حالة زواج في عام 1408. يُحتمل أيضًا انقراض المستوطنة الشرقية في أواخر القرن الخامس عشر. يُعدّ عام 1430 (± 15 عامًا)[بحاجة لمصدر] أحدث تاريخ منذ عام 2002 يدلنا على الكربون-14 المشع الذي وُجد في المستوطنات الشمالية. طُرحت العديد من النظريات لتفسير هذا الانحدار.
تشير بعض التقديرات إلى احتمالية إسهام تزامن العصر الجليدي الصغير مع تلك الفترة في زيادة صعوبة الزراعة والسفر بين غرينلاند وأوروبا؛ على الرغم من توفير صيد الأسماك والفقمات نظامًا غذائيًا صحيًا، انطوت تربية الماشية على مزيد من المكانة والوجاهة، بالإضافة إلى توافر المزارع بصورة كبيرة في البلدان الاسكندنافية التي تركتها المجاعة وأوبئة الطاعون خاليةً من السكان. في سياق متصل، من المحتمل استبدال العاج الأفريقي بالعاج القادم من غرينلاند في الأسواق الأوروبية نظرًا إلى سعره الرخيص نسبيًا. استمر التاج النرويجي-الدنماركي في اعتبار غرينلاند منطقة تابعة للتاج على الرغم من توقف الاتصال بين الطرفين.
أُرسلت بعثة استكشافية مشتركة ضمّت تجارًا وإكليروسيين بقيادة المبشر الدانماركي-النرويجي هانز أجد إلى غرينلاند في عام 1721، مدفوعةً بالجهل حول ما إذا كانت الحضارة الشمالية القديمة قد بقيت في غرينلاند أم لا، بالإضافة إلى المخاوف حول بقائها تحت جناح الكاثوليكية حتى بعد 200 عام منذ مرور الأوطان الإسكندنافية بمرحلة الإصلاح البروتستانتي. على الرغم من فشل البعثة في العثور على أي أوروبيين باقين، مثلت بدايةً لإعادة تأكيد سيادة الدنمارك على الجزيرة.

## وصلات خارجية
- موقع لانس أو ميدوز في كندا